# Торент-Ла Черизе (Долина Аосте)
Торент-Ла Черизе је насеље у Италији у округу Долина Аосте, региону Долина Аосте.
Према процени из 2011. у насељу је живело 62 становника. Насеље се налази на надморској висини од 1372 м.